# Кошуа, Иветт
Иветт Кошуа (19 декабря 1908 — 19 ноября 1999) — французский физик, известна своими работами по спектроскопии и оптике.

## Биография
Карьера Иветт Кошуа началась около 1928 года и завершилась в 1978 году. В течение этих 50 лет Иветт Кошуа оказала глубокое влияние на развитие рентгеновской спектроскопии, а также оптики рентгеновских лучей.

### Образование
Иветт Кошуа получила среднее образование в Париже, затем высшее на факультете естественных наук Парижского университета. В июле 1928 года она получает степень лиценциата физических наук.

### Академическая карьера
Молодая выпускница поступает в физико-химическую лабораторию Жана Перрена. Она готовит диплом по флуоресценции растворов, который защищает в 1930 году. Затем она посвящает себя рентгеновской спектроскопии под руководством Жана Перрена. Будучи стипендиаткой Национального научного фонда с 1932 по 1933 годы, в июле 1933 года в возрасте 24 лет она получает степень доктора физических наук на факультете естественных наук Парижского университета. Её диссертация озаглавлена «Распространение рентгеновской спектроскопии. Спектрограф с фокусировкой изогнутым кристаллом; рентгеновский спектр испускания газа».
Затем она становится научным сотрудником Национального научного фонда, затем, в 1935 году — Национального фонда научных исследований, а в 1937 году — старшим научным сотрудником (в Национальном фонде научных исследований, затем в Национальном центре научных исследований в 1939 году).
Параллельно она начинает карьеру на факультете естественных наук, будучи 1 января 1938 года назначенной руководителем исследований в лаборатории химии и физики, а затем в 1942 году начав вести дополнительный курс по рентгеновскому излучению в физической химии. Она покидает Национальный центр научных исследований, чтобы 1 октября 1945 года быть назначенной доцентом химии и физики, в то время как Эдмон Бауэр назначается на должность заведующего кафедры химии и физики, освободившуюся с увольнением Луи Дюнуайе после окончания войны. 1 января 1948 года Иветт Кошуа получает звание профессора без кафедры, затем назначается штатным профессором в 1951 году и наконец заведующей кафедры химии и физики после отставки Эдмона Бауэра в 1954 году, взяв на себя также руководство химико-физической лабораторией. Когда факультет естественных наук прекращает существование, она устраивается в Университет Пьера и Марии Кюри. В 1978 году она уходит в отставку, а к 1983 году становится заслуженным профессором.

### Научные работы
В 1934 и 1935 годах она осуществляет наблюдения спектра испускания L-серии платины, ртути и вольфрама, а также спектра K-серии меди. Также она завершает создание нового типа спектрографа, позволяющего усовершенствовать технологию исследований, применяемую в спектроскопии и оптике рентгеновских лучей. На этом основании Иветт Кошуа была выдвинута на научную премию Анри Беккереля.
В октябре 1936 года Иветт Кошуа получает премию Жирбаль-Бараля одноимённой организации в размере 10000 франков.
В 1938 году спектрографический аппарат, изобретённый Иветт Кошуа, позволяет румынскому физику Хоре Хулубею открыть элемент 93. В том же году Иветт Кошуа награждается премией Анри де Жувенеля, учреждённой его вдовой. Эта премия предназначена для поощрения научных сотрудников за их бескорыстную деятельность. Она имеет размер 10000 франков и в том же году была также присуждена М. Шанпетье, Жану Пенлеве, Жану Ростану и М. Симоне. Иветт Кошуа получает премию в январе 1939 года во Дворце открытий в присутствии мадам де Жувенель и Жана Перрена, а также Анатоля де Монзи, министра общественных работ, и Жана Зе, министра национального образования.
Иветт Кошуа также проводит исследования полония в сотрудничестве с Хорей Хулубеем и Соней Котелль.
В 1970-е годах она работает с Франсисом Перреном, сыном Жана Перрена. Она сотрудничает с Мишелем Буавеном, Ивонн Эно, Клари Шлезинг-Мёллер и Васко Зечевичем
Иветт Кошуа скончалась в 1999 году от бронхита во время поездки в Румынию, в монастырь Барсана

## Премии
В течение своей карьеры Иветт Кошуа удостоилась множества научных премий:
- Премия Анселя, 1933
- Премия Анри Беккереля, 1935
- Премия Жирбаль-Бараля, 1936
- Премия Анри де Жувенеля, 1938
- Премия Жерома Понти, 1942
- Премия Триосси, 1946

## Награды
Деятельность Иветт Кошуа также увенчана рядом французских и зарубежных наград:
- Медаль Чехословацкого общества спектроскопии, 1974
- Командор ордена Министерства образования
- Офицер ордена Почётного Легиона
- Офицер Национального ордена Заслуг

## Внешняя ссылка
- Portrait d’Yvette Cauchois, physicienne et chimiste française